# Jászfényszaru
Jászfényszaru [jásféňsaru] je město v Maďarsku, nacházející se v nejseverozápadnějším výběžku župy Jász-Nagykun-Szolnok, spadající pod okres Jászberény, nacházející se těsně u trojmezí župy Jász-Nagykun-Szolnok s župami Heves a Pest. Název se skládá z názvu oblasti, ve které se město nachází (Jász), a maďarských slov fény (znamená světlo) a szaru (znamená roh). Nachází se asi 60 km severozápadně od župního města Szolnoku a asi 39 km východně od Budapešti. V roce 2017 zde žilo 5 619 obyvatel. Dle údajů z roku 2011 zde bylo 90,9 % obyvatel maďarské a 7,8 % romské národnosti.
U města se vlévá řeka Galga do řeky Zagyva. Nejbližšími městy jsou Hatvan, Jászárokszállás, Jászberény, Nagykáta, Sülysáp a Tura. Poblíže jsou též obce Boldog, Csány, Pusztamonostor a Zsámbok.